# (21014) Daishi
(21014) Daishi est un astéroïde de la ceinture principale.

## Description
(21014) Daishi est un astéroïde de la ceinture principale. Il fut découvert le 13 octobre 1988 à Geisei par Tsutomu Seki. Il présente une orbite caractérisée par un demi-grand axe de 3,14 UA, une excentricité de 0,22 et une inclinaison de 1,6° par rapport à l'écliptique.

## Compléments